# Aristolochia arborea
Aristolochia arborea är en piprankeväxtart som beskrevs av Jean Jules Linden. Aristolochia arborea ingår i släktet piprankor, och familjen piprankeväxter. Inga underarter finns listade i Catalogue of Life.